# Pandanus eumekes
Pandanus eumekes là một loài thực vật có hoa trong họ Dứa dại. Loài này được H.St.John ex B.C.Stone miêu tả khoa học đầu tiên năm 1978.